# Atletismo nos Jogos Olímpicos de Verão de 1896 - Salto em distância masculino
A competição dos Salto em distância masculino foi realizada no dia 7 de abril no Estádio Panathinaiko. 9 atletas competiram.

## Medalhistas
| Ouro   | USA Ellery Clark   |
| Prata  | USA Robert Garrett |
| Bronze | USA James Connolly |

## Resultados
| Pos. | Atleta                        | Marca        |
| ---- | ----------------------------- | ------------ |
|      | USA Ellery Clark              | 6,35 m       |
|      | USA Robert Garrett            | 6,00 m       |
|      | USA James Connolly            | 5,84 m       |
| 4    | GRE Alexandros Khalkokondilis | 5,74 m       |
| 5-9  | FRA Alphonse Grisel           | Desconhecido |
| 5-9  | GER Carl Schuhmann            | Desconhecido |
| 5-9  | SWE Henrik Sjöberg            | Desconhecido |
| 5-9  | GRE Athanasios Skaltsogiannis | Desconhecido |
| 5-9  | FRA Alexandre Tuffèri         | Desconhecido |

As posições dos atletas entre o 5º e o 9º lugar não são claras.